# Jennifer Meier
Jennifer Meier (* 13. April 1981 in Worms) ist eine ehemalige deutsche Fußballspielerin. Die Stürmerin spielte zuletzt für den schwedischen Zweitligisten Bollstanäs SK.

## Karriere
1991 begann die damals zehnjährige Jennifer Meier beim VfR Bürstadt mit dem Fußballspielen. Fünf Jahre später wechselte sie zum FSV Frankfurt, wo sie ihre ersten Erfolge feiern konnte. 1999 gewann sie ihre erste Meisterschaft, ein Jahr später die U-18-Europameisterschaft. Im Sommer 1999 wechselte sie zum Lokalrivalen 1. FFC Frankfurt, mit dem sie dreimal in Folge das Double aus Meisterschaft und Pokal schaffte. Am 8. September 2001 debütierte sie in der Nationalmannschaft im Spiel gegen Japan. Insgesamt trug Jennifer Meier sieben Mal das Trikot der DFB-Auswahl. 2002 gewann Meier mit dem 1. FFC Frankfurt den erstmals ausgespielten UEFA Women’s Cup. Ein Jahr später wechselte sie in die US-amerikanische Profiliga WUSA, wo sie für kurze Zeit bei Washington Freedom spielte. Bereits im gleichen Jahr kehrte sie nach Deutschland zurück und spielte zwei weitere Jahre für den FSV Frankfurt. Nach der Saison 2004/05 zerbrach das FSV-Team und Meier wechselte nach Schweden zum Aufsteiger QBIK Karlstad. Ab 1. Januar 2008 stand sie wie ihre Landsfrauen Ariane Hingst und Nadine Angerer bei Djurgården Damfotboll unter Vertrag. Nach zwei Jahren bei Djurgården wechselte Meier zum schwedischen Zweitligisten Bollstanäs SK. Dort beendete sie nach der Saison 2011 ihre Karriere.

## Erfolge
- U-18-Europameisterin 2000
- UEFA-Women’s-Cup-Siegerin 2002
- Deutsche Meisterin 1999, 2001, 2002, 2003
- DFB-Pokalsiegerin 2000, 2001, 2002, 2003
- US-amerikanische Meisterin 2003

## Sonstiges
Jennifer Meier arbeitete als Verwaltungsangestellte im Bürgeramt der Stadt Frankfurt am Main. Während der Damallsvenskan-Saison war sie von ihrem Arbeitgeber freigestellt. Nach ihrem Karriereende ließ sich Meier in Schweden nieder und nahm die schwedische Staatsbürgerschaft an.